# Prueba Villafranca de Ordizia 2022
La Prueba Villafranca de Ordizia 2022, novantanovesima edizione della corsa e valevole come prova dell'UCI Europe Tour 2022 categoria 1.1, si è svolta il 31 luglio 2022 su un percorso di 165,7 km, con partenza e arrivo da Ordizia, in Spagna. La vittoria andò al britannico Simon Yates, il quale completò il percorso in 3h52'51", alla media di 42,697 km/h, precedendo il neozelandese Dion Smith e lo spagnolo Xavier Cañellas.
Sul traguardo di Ordizia 121 ciclisti, dei 136 partiti dalla medesima località, hanno portato a termine la competizione.

## Squadre e corridori partecipanti
| N.    | Cod. | Squadra                         |
| ----- | ---- | ------------------------------- |
| 1-7   | UAD  | UAE Team Emirates               |
| 11-17 | AQT  | Astana Qazaqstan Team           |
| 21-27 | EFE  | EF Education-EasyPost           |
| 31-37 | IPT  | Israel-Premier Tech             |
| 41-47 | MOV  | Movistar Team                   |
| 51-57 | BEX  | Team BikeExchange-Jayco         |
| 61-67 | BBH  | Burgos-BH                       |
| 71-77 | CJR  | Caja Rural-Seguros RGA          |
| 81-87 | DRA  | Drone Hopper-Androni Giocattoli |
| 91-97 | EOK  | Eolo-Kometa Cycling Team        |

| N.      | Cod. | Squadra                       |
| ------- | ---- | ----------------------------- |
| 101-107 | EKP  | Equipo Kern Pharma            |
| 111-117 | EUS  | Euskaltel-Euskadi             |
| 121-127 | HPM  | Human Powered Health          |
| 131-137 | ARK  | Team Arkéa-Samsic             |
| 141-147 | TEN  | TotalEnergies                 |
| 151-156 | BCA  | Bahrain Cycling Academy       |
| 161-167 | CGS  | China Glory Continental       |
| 171-177 | EHE  | Electro Hiper Europa-Caldas   |
| 181-187 | JAV  | Java Kiwi Atlántico           |
| 191-197 | MAN  | Manuela Fundación Continental |

## Ordine d'arrivo (Top 10)
| Pos. | Corridore         | Squadra      | Tempo    |
| ---- | ----------------- | ------------ | -------- |
| 1    | Simon Yates       | BikeExchange | 3h52'51" |
| 2    | Dion Smith        | BikeExchange | a 10"    |
| 3    | Xavier Cañellas   | Java         | s.t.     |
| 4    | Juan Ayuso        | UAE          | s.t.     |
| 5    | S. Battistella    | Astana       | s.t.     |
| 6    | Antonio Pedrero   | Movistar     | s.t.     |
| 7    | Andrea Piccolo    | Drone Hopper | s.t.     |
| 8    | Fernando Barceló  | Caja Rural   | s.t.     |
| 9    | Élie Gesbert      | Arkéa        | s.t.     |
| 10   | Anthony Delaplace | Arkéa        | s.t.     |